# Муса Кесеџија
Муса Кесеџија, познат и као Муса Разбојник и Муса Одметник, легендарни је јунак српске епске поезије и јужнословенских земаља. Најпознатији је као супарник Марка Краљевића, српског епског јунака.
Стојан Новаковић у делу Стара српска војска, наводи да је лик Мусе Кесеџије заснован на историјском лику Мусе Челебија, сина султана Бајазита, који се историјски никада није борио против Марка Краљевића.
Њих двојица су опевани у епској песми Марко Краљевић и Муса Кесеџија смештеној у 17. век, за време везировања Ћуприлића. Ова песма припада циклусу Краљевића Марка који се наставља на Косовски циклус.
Песма говори о томе како је у једној крчми у Стамболу пијани Муса Арбанас одлучио да после девет година службовања цару напусти службу и одметне се јер за узврат ништа није добио. Прича како ће да се пресели на приморје и да ће да затвори скеле и друмове око приморја и на ченгеле око куле вешати хоџе и хаџије који покушају да прођу његовим друмом. Пошто је тако и урадио кад се отрезнио цар је дуго тражио некога ко би успео да убије Мусу, али му то није успевало. Тада су из тамнице где је био заточен извукли Краљевић Марка који се после дугог тамновања три месеца опорављао за мегдан. Марко напослетку одлази ка приморју, налази Мусу у Качаничкој клисури изазива га на двобој и након тешке борбе, уз помоћ Виле Равијојле успева да убије јунака. Касније се враћа у Цариград и султану доноси Мусину главу као доказ да га је победио.
Према писању листа Време од 3. маја 1933. народ је обилазио гроб Мусе Кесеџије у Качанику о Ђурђевдану и Илиндану.